# Люй
Люй (Lǚ, трад. 呂, спрощ. 吕) — поширене китайське прізвище.
Згідно з рішенням стандартизаційної комісії КНР, з 1 лютого 2012 року використовується романізація прізвища у формі Lyu (на відміну від використованих раніше Lv або Lu, не зручних у системах набору, які не надають позначення умлауту).

## Видатні представники
- Імператриця Хань Люй Чжи
  - її молодша сестра, Люй Сю 嬃, дружина першого генерала Лю Бана, засновника Хань, на ім'я Фань Куай.
- Люй Цзі, китайський художник династії Мін.
- Люй Цзицзянь 呂紫劍 (1893—2012), майстер бойових мистецтв.